# Pieśni (poemat Ezry Pounda)
Pieśni (The Cantos) – amerykański poemat w postaci cyklu pieśni autorstwa Ezry Pounda; powstawał pomiędzy 1917 a 1972 rokiem. Utwór nie został ukończony. 

## Charakterystyka
Pisanie poematu Pound rozpoczął w 1917 roku, nie ukończył go do śmierci w 1972 roku. Dzieło składa się ze 116 części. Utwór jest powiązany z konstrukcją Boskiej komedii Dantego. Zstąpienie na dno piekieł można odnaleźć w pieśniach XIV i XV (liczne skatologie), wymiar czyśćca odpowiada Pieśniom pizańskim (Pieśni LXXIV-LXXXIV). W późnych wizyjnych pieśniach XC-XCII pojawia się doznanie raju. Początek poematu oddaje chaos współczesności, a jego koniec to projekcja idealnej całości (autor pisze o Pieśniach jako o kuli z kryształu w Pieśni CXVI). Sytuacją idealną byłby powrót do czasu, w którym słowo jest złączone z rzeczą i nic go od niej nie rozdziela. Jeden plan narracji dotyczy współczesności, drugi sięga wyrywkowo i fragmentarycznie do przeszłości, a trzeci plan, do których odwołują się dwa poprzednie stanowi modyfikację dantejskiego świata.
Utwór zawiera liczne odwołania do historii powszechnej (odwołania m.in. do postaci Johna Adamsa, Thomasa Jeffersona, Benito Mussoliniego), jak i osobistych przeżyć autora. Wielokrotnie pojawiają się nawiązania do klasyków literatury, m.in. Katullusa, twórczości prowansalskich trubadurów, Guido Cavalcantiego, odniesienia do nich służą m.in. jako wyraz stosunku do danej postaci pojawiającej się w tekście (zastosowanie poetyki exemplum). Przywołani zostają filozofowie i teologowie, m.in.: Konfucjusz, Arystoteles, Plotyn, Jan Szkot Eriguena, Ryszard ze św. Wiktora, a także inne postaci np. Cunizza da Romano, Wolfgang Amadeus Mozart. Pomimo licznych erudycyjnych odwołań, niejednokrotnie zniekształconych, autor uważał, że Pieśni należy czytać bez komentarza i był przeciwny przypisom. Poetyka utworu jest modernistyczna, choć oparta na Tradycji i przekazująca to, co najlepszego w niej zawarte.
Autor przywiązywał dużą uwagę do utworu, a jego zasadniczą obsesję stanowiła ekonomia, zwłaszcza pojęcie lichwy (lichwa pojawia się m.in. w Pieśni XLV). 
Poszczególne fragmenty ukazały się w sześciu osobnych publikacjach, pierwsze zbiorcze wydanie Pieśni od I do XCV ukazało w 1956 roku w wydawnictwie New Directions Publishing. 

## Recepcja
Andrzej Sosnowski określił dzieło jako poemat nowatorski, erudycyjny, konfesyjny, mistyczny, fantasmagoryczno-historyczny. Według niego dla czytelnika Pieśni część tekstu może się wydać nieczytelna bądź nudna, bywają jednak piękne fragmenty liryczne, jednak sam poemat można odebrać jako klęskę intencji autora, gdyż odczytanie poematu bywa dalekie od jedności słowa i rzeczy, a jego słowa odnoszą się już tylko do słów. Wydawnictwo New Directions uważa dzieło za najważniejszy poemat epicki XX wieku.

## Tłumaczenia
Polski wybór: Pieśni, oprac. Andrzej Sosnowski, przeł. Leszek Engelking, Kuba Kozioł, Andrzej Sosnowski, Andrzej Szuba, Państwowy Instytut Wydawniczy, Warszawa 1996). Pieśni tłumaczyli też m.in. Jerzy Niemojowski i Halina Poświatowska.